# Список станцій Варшавського метрополітену
Варшавський метрополітен — відкрився 7 квітня 1995 року, єдиний метрополітен у Польщі.

## Перша лінія
| Перша лінія                                |                |                                                  |               |
| Назва станції                              | Дата відкриття | Тип станції                                      | Тип платформи |
| «Млоціни» (пол. Młociny)                   | 25 жовтня 2008 | Колонна двопрогінна мілкого закладення           | Берегові      |
| «Вавжишев» (пол. Wawrzyszew)               | 25 жовтня 2008 | Колонна двопрогінна мілкого закладення           | Берегові      |
| «Старе Бєляни» (пол. Stare Bielany)        | 25 жовтня 2008 | Колонна двопрогінна мілкого закладення           | Берегові      |
| «Слодовець» (пол. Słodowiec)               | 23 квітня 2008 | Колонна двопрогінна мілкого закладення           | Берегові      |
| «Маримонт» (пол. Marymont)                 | 29 грудня 2006 | Колонна двуярусна мілкого закладення             | Острівна      |
| «Пляц Вільсона» (пол. Plac Wilsona)        | 8 квітня 2005  | Колонна двопрогінна мілкого закладення           | Острівна      |
| «Двожець-Гданський» (пол. Dworzec Gdański) | 20 грудня 2003 | Колонна двопрогінна мілкого закладення           | Острівна      |
| «Ратуш Арсенал» (пол. Ratusz Arsenał)      | 11 травня 2001 | Колонна двопрогінна двоярусна мілкого закладення | Острівна      |
| «Свентокшиська» (пол. A-14 Świętokrzyska)  | 11 травня 2001 | Колонна двопрогінна двоярусна мілкого закладення | Острівна      |
| «Центр» (пол. Centrum)                     | 26 травня 1998 | Колонна двопрогінна двоярусна мілкого закладення | Берегові      |
| «Політехніка» (пол. Politechnika)          | 7 квітня 1995  | Однопрогінна станція мілкого закладення          | Острівна      |
| «Поле Мокотовське» (пол. Pole Mokotowskie) | 7 квітня 1995  | Односклепінна мілкого закладення                 | Острівна      |
| «Рацлавицька» (пол. Racławicka)            | 7 квітня 1995  | Односклепінна мілкого закладення                 | Острівна      |
| «Вєжбно» (пол. Wierzbno)                   | 7 квітня 1995  | Односклепінна мілкого закладення                 | Острівна      |
| «Віляновська» (пол. Wilanowska)            | 7 квітня 1995  | Однопрогінна двоярусна мілкого закладення        | Острівна      |
| «Служев» (пол. Służew)                     | 7 квітня 1995  | Колонна двопрогінна мілкого закладення           | Острівна      |
| «Урсинув» (пол. Ursynów)                   | 7 квітня 1995  | Колонна двопрогінна мілкого закладення           | Острівна      |
| «Стоклоси» (пол. Stokłosy)                 | 7 квітня 1995  | Колонна двопрогінна мілкого закладення           | Острівна      |
| «Імєлін» (пол. Imielin)                    | 7 квітня 1995  | Колонна двопрогінна мілкого закладення           | Острівна      |
| «Натолін» (пол. Natolin)                   | 7 квітня 1995  | Колонна двопрогінна мілкого закладення           | Острівна      |
| «Кабати» (пол. Kabaty)                     | 7 квітня 1995  | Односклепінна мілкого закладення                 | Острівна      |

## Друга лінія
| Друга лінія                                             |                     |                                          |               |
| Назва станції                                           | Дата відкриття      | Тип станції                              | Тип платформи |
| «Рондо Дашинськєґо» (пол. Rondo Daszyńskiego)           | 8 березня 2015 року | Колонна двопрогінна мілкого закладення   | Острівна      |
| «Рондо ОНЗ» (пол. Rondo ONZ)                            | 8 березня 2015 року | Колонна двопрогінна мілкого закладення   | Острівна      |
| «Свентокшиська» (пол. Świętokrzyska)                    | 8 березня 2015 року | Колонна трипрогінна глибокого закладення | Острівна      |
| «Нови Свят — Університет» (пол. Nowy Świat-Uniwersytet) | 8 березня 2015 року | Колонна трипрогінна мілкого закладення   | Острівна      |
| «Центр науки Коперник» (пол. Centrum Nauki Kopernik)    | 8 березня 2015 року | Колонна трипрогінна глибокого закладення | Острівна      |
| «Стадіон Народови» (пол. Stadion Narodowy)              | 8 березня 2015 року | Колонна трипрогінна мілкого закладення   | Острівна      |
| «Двожец Віленьські» (пол. Dworzec Wileński)             | 8 березня 2015 року | Колонна двопрогінна мілкого закладення   | Острівна      |

## Пересадковий вузол
- «Свентокшиська» — «Свентокшиська»